# Paul L. Modrich
Paul Lawrence Modrich (født 13. juni 1946 i Raton, New Mexico) er en amerikansk biokemiker. Han er kendt for sit arbejde med reparation af DNA-fejl.

## Karriere
Paul Modrich tog sin ph.d. fra Stanford University i 1973. Han er nu professor ved Duke University og forsker ved Howard Hughes Medical Institute. Sammen med Tomas Lindahl og Aziz Sancar modtog han i 2015 nobelprisen i kemi for "mekanistiske studier af, hvordan DNA repareres i kroppen".